# 約阿施 (猶大)

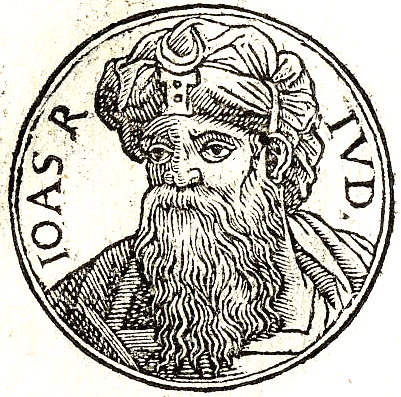
約阿施

約阿施（希伯來語：‎，前842年—前796年）天主教譯為約阿士，是古代中東國家南猶大王國的第八任君主。他的父親是亞哈謝，母親是別示巴人西比亞（Zibiah）。他的祖母亞她利雅在兒子亞哈謝死後，下令將所有王子殺掉以圖統治猶大，當中約阿施被姑母約示巴（Jehoshabeath）救出並帶到大祭司耶何耶大的聖殿去。耶何耶大在聖殿中秘密養大約阿施，並於其7歲時發動政變，加冕約阿施並處死亞她利雅。

## 登年早期
約阿施在位的年期，目前歷史上有兩種講法：
1. 費毅榮（英语：Edwin R. Thiele）認為是從公元前835年到公元前796年；
2. 威廉·奧爾布賴特（英语：William F. Albright）認為是從公元前837年到公元前800年。

## 聖經相關章節
- 《列王紀下》第11–12章
- 《歷代志下》第23章1節–第24章27節